# Chrasť nad Hornádom
Chrasť nad Hornádom este o comună slovacă, aflată în districtul Spišská Nová Ves din regiunea Košice. Localitatea se află la altitudinea de 420 m deasupra n.m., se întinde pe o suprafață de 9,39 km2 și în 2017 număra 906 locuitori.

## Istoric
Localitatea Chrasť nad Hornádom este atestată documentar din 1280.

## Demografie
| An:                | 1994 | 2004    | 2014    | 2024   |
| ------------------ | ---- | ------- | ------- | ------ |
| Număr de persoane: | 683  | 772     | 872     | 928    |
| Diferență:         |      | +13,03% | +12,95% | +6,42% |

| An:                | 2023 | 2024 |
| ------------------ | ---- | ---- |
| Număr de persoane: | 928  | 928  |
| Diferență:         |      | +0%  |